# Monthly Comic Bunch
Monthly Comic Bunch (月刊コミックバンチ) est un magazine de prépublication de mangas en ligne mensuel de type seinen édité par Shinchōsha. Il est publié sous le titre Monthly Comic @Bunch (月刊コミック@バンチ) à partir de 21 janvier 2011 pour remplacer le Weekly Comic Bunch, dont il reprend les séries en cours. Le 20 mars 2018 sort le dernier numéro du Monthly Comic @Bunch, qui change de titre pour le Monthly Comic Bunch dont le premier numéro sort le 20 avril 2018.
Une édition spéciale du magazine, le Go Go Bunch (ゴーゴーバンチ), est publiée de manière bimensuelle entre le 9 octobre 2013 et février 2018.

## Historique

Logo du Monthly Comic @Bunch.

Le 21 janvier 2011, le Monthly Comic @Bunch est créé pour succéder au Weekly Comic Bunch, publié par Shinchōsha et Coamix entre mai 2001 et août 2010,.
Une édition spéciale du magazine, le Go Go Bunch (ゴーゴーバンチ), est publiée de manière bimensuelle entre le 9 octobre 2013 et février 2018.
Le 20 mars 2018 sort le dernier numéro du magazine sous le titre Monthly Comic @Bunch, qui change de nom pour le Monthly Comic Bunch dont le premier numéro sort le 20 avril 2018.

## Séries parues
- Btooom! (ブトゥーム!, Butūmu!?)
- Un bus passe
- Don Quichotte - Ureigao no Kishi Sono Ai
- Freaks' Café
- Gangsta
- Gunka no Baltzar
- Hanatan - Hanasaki Tantei Jimusho
- Fatima, déesse de la vie (生き神のファティマ, Ikigami no Fatima?)
- Joshi Kôhei
- Kuraudo
- Magical Girl Holy Shit (間違った子を魔法少女にしてしまった, Machigatta ko wo Mahō Shōjo ni Shite Shimatta?)
- Nankoku Tom Sawyer
- Ningen Shikkaku
- Ouroboros
- Santetsu - Nihon Tetsudô Ryokô Chizuchô - Sanriku Tetsudô - Daijinsai no Kiroku
- Tsumi to Batsu - Man Gatarô
- Woodstock
- XADRunner
- Yôkai Hunter -Yami no Kyakujin-